# Kościół Najświętszej Maryi Panny Wniebowziętej w Mokronosie
Kościół Najświętszej Maryi Panny Wniebowziętej w Mokronosie – rzymskokatolicki kościół parafialny należący do parafii pod tym samym wezwaniem (dekanat Koźmin diecezji kaliskiej).
Jest to świątynia zbudowana w latach 1874–77 w popularnym wtedy stylu neogotyckim. Kościół jest trzecią budowlą sakralną wzniesioną na tym miejscu. Pierwsza drewniana świątynia powstała w 2 połowie XV wieku; w 1668 roku została poświęcona wybudowana na jej miejscu nowa budowla – pod wezwaniem św. Andrzeja Apostoła – także drewniana, z dwoma kaplicami i pięcioma ołtarzami. Świątynia ta spłonęła w połowie XIX wieku. Obecny kościół to budowla jednonawowa z dwiema bocznymi kaplicami, schodkowymi szczytami i wieżą posiadającą ostrosłupowe zwieńczenie od strony zachodniej. Neogotyckie wyposażenie świątyni w większości powstało w czasie budowy. Wyjątkiem są pochodzące ze starszej budowli krucyfiksy: w stylu barokowym pochodzący z 2 połowy XVIII wieku, manierystyczny powstały na przełomie XVI/XVII wieku, umieszczony na belce tęczowej, ołtarzowy wykonany około 1760 roku w stylu rokokowym oraz procesyjny w stylu barokowym pochodzący z XVIII wieku. Wnętrze kościoła jest nakryte drewnianym stropem kasetonowym. Świątynia posiada stary dzwon odlany w 1761 roku.